# 6271 Farmer
6271 Farmer è un asteroide della fascia principale. Scoperto nel 1991, presenta un'orbita caratterizzata da un semiasse maggiore pari a 1,9681779 UA e da un'eccentricità di 0,0523530, inclinata di 23,55856° rispetto all'eclittica.